# Archángelos (ort i Grekland, Mellersta Makedonien, Nomós Péllis)
Archángelos (Archangelos) är en ort i Grekland.   Den ligger i prefekturen Nomós Péllis och regionen Mellersta Makedonien, i den norra delen av landet, 400 km norr om huvudstaden Aten. Archángelos ligger 820 meter över havet och antalet invånare är 623.
Terrängen runt Archángelos är kuperad åt sydost, men åt nordväst är den bergig. Runt Archángelos är det ganska glesbefolkat, med 21 invånare per kvadratkilometer. Närmaste större samhälle är Exaplátanos, 17,2 km sydväst om Archángelos. I omgivningarna runt Archángelos växer i huvudsak lövfällande lövskog.